# 友谊体
友谊体（德語：Freundschafts Antiqua），又称为中国字体（德語：Chinesische Antiqua），是第一套由中国人设计的拉丁字母印刷字体，由余秉楠于1960年设计完成。
1950年代东德总理奥托·格罗提渥访华期间，恰逢中国进行汉语拼音改革，格罗提渥便受周恩来之托，为中国培养设计拉丁字体的留学生。接受此任务的莱比锡视觉艺术学院教授阿尔伯特·卡伯尔便训练其学生余秉楠进行字体设计，最终余秉楠于1960年设计完成了这套字体。为纪念中国与东德两国的友好关系，这套字体被命名为“友谊体”。该字体借鉴了中国书法和传统图案纹样，并参考了罗马方块大写体（Roman square capitals）与卡洛林小草书体设计而成。整套字体富有动感与韵律，曾获“德国当代最佳印刷字体奖”。
1963年，东德将友谊体的铜模与铅字作为国礼赠送给中华人民共和国文化部。文化部将其交给中国文字改革委员会使用，但因不久后文化大革命爆发，这套字体并未被广泛地使用，后在文革中遗失。1986年，卡伯尔教授到中国讲学期间得知此情况后，便从莱比锡视觉艺术学院印刷厂中找到该字体的铅字，送给余秉楠任教的中央工艺美术学院。不过这些铅字后来也不幸遗失，所幸的是原稿得以保留。
2006年余秉楠将字稿交给北大方正进行数字化。该字体于2012年完成，并被命名为方正秉楠体。